# Nancy Wakeová
Nancy Grace Augusta Wakeová (30. srpna 1912 Wellington – 7. srpna 2011 Londýn) byla novozélandská novinářka, zdravotní sestra a špionka.

## Životopis
Byla nejmladší z šesti dětí žurnalisty Charlese Wakea, měla maorské a hugenotské předky. Od roku 1932 žila v Paříži a byla zaměstnankyní zpravodajské agentury Williama Randolpha Hearsta.
Po vypuknutí druhé světové války se zapojila do boje proti nacismu. Byla kurýrem v hnutí Résistance a převáděla ohrožené osoby přes hranici do Španělska. Měla přezdívku Bílá myš a na její dopadení byla vypsána odměna pět milionů franků. V roce 1943 odešla do Anglie, kde pracovala pro Special Operations Executive. Od dubna 1944 působila v Auvergne ve výsadkové skupině Freelance, řídila záškodnickou činnost na nepřátelském území a velela sedmi tisícům partyzánů. Vyznamenala se akcemi, jako byla 500 km dlouhá jízda na kole s tajnou zprávou nebo zabití německé hlídky holýma rukama.
Po druhé světové válce pracovala na britských ambasádách v Paříži a Praze a na ministerstvu letectví. Neúspěšně kandidovala za Liberální stranu Austrálie do australského parlamentu. Jejím prvním manželem byl podnikatel Henri Fiocca, umučený gestapem, druhým manželem pilot RAF John Forward.
Byl jí udělen Řád čestné legie a Řád Austrálie. Její životopisy napsali Peter FitzSimons a Russell Braddon, v roce 1987 natočil Pino Amenta o jejím životě televizní seriál Nancy Wake. Je po ní pojmenována planetka (17038) Wake.
Její příběh posloužil jako inspirace pro knihu Osvobození (2020 - Imogen Kealey)